# Оксалилхлорид
Оксалилхлорид — дихлорангидрид щавелевой кислоты, бесцветная жидкость с удушающим запахом. 
Получается при взаимодействии фосгена (COCl2) с формальдегидом (CH2O) с последующим хлорированием на свету:
{\displaystyle {\ce {COCl2 ->[+{\ce {HCHO}}][-{\ce {HCl}}] COH-COCl ->[+{\ce {Cl2}},{hν}][-{\ce {HCl}}] (COCl)2}}}

## Получение
Оксалилхлорид получают реакцией щавелевой кислоты и пентахлорида фосфора.
{\displaystyle {\ce {(COOH)2 + 2PCl5 -> (COCl)2 + 2POCl3 + 2HCl}}}

## Химические свойства
Обладает свойствами хлорангидридов карбоновых кислот.
При взаимодействии с карбоновыми кислотами и их солями образует хлорангидриды соответствующих кислот.
{\displaystyle {\ce {RCOOH + (COCl)2 -> RC(O)Cl + CO2 + CO + HCl}}}
Используется для получения хлорангидридов из насыщенных и ароматических углеводородов.
{\displaystyle {\ce {RH + (COCl)2 -> RC(O)Cl + CO + HCl}}}
Для получения диэфиров щавелевой кислоты из спиртов:
{\displaystyle {\ce {2 RCH2OH + (COCl)2 -> RCH2OC(O)C(O)OCH2R + 2HCl}}}
Реакция с амидами даёт ацилизоцианаты:
{\displaystyle {\ce {RCONH2 + (COCl)2 -> RC(O)N=C=O + CO + 2HCl}}}
Может использоваться в различных реакциях циклизации, например:
Под действием хлорида алюминия разлагается с образованием фосгена, используется как удобный в лабораторной практике синтетический аналог фосгена, в частности при в синтезе хлорангидридов ароматических карбоновых кислот ацилированием по Фриделю-Крафтсу:
{\displaystyle {\ce {(COCl)2 -> COCl2 + CO}}}